# Leptochiton denhartogi
Leptochiton denhartogi är en blötdjursart som beskrevs av Dieter Strack 2003. Leptochiton denhartogi ingår i släktet Leptochiton och familjen Leptochitonidae. Inga underarter finns listade i Catalogue of Life.